# Жанатурмыс (Сарыагашский район)
Жанатурмыс (каз. Жаңатұрмыс) — село в Сарыагашском районе Туркестанской области Казахстана. Входит в состав Жибекжолинского сельского округа. Код КАТО — 515461400.

## Население
В 1999 году население села составляло 1379 человек (715 мужчин и 664 женщины). По данным переписи 2009 года, в селе проживало 1800 человек (930 мужчин и 870 женщин).